# 中国2010年上海世界博览会斯里兰卡馆

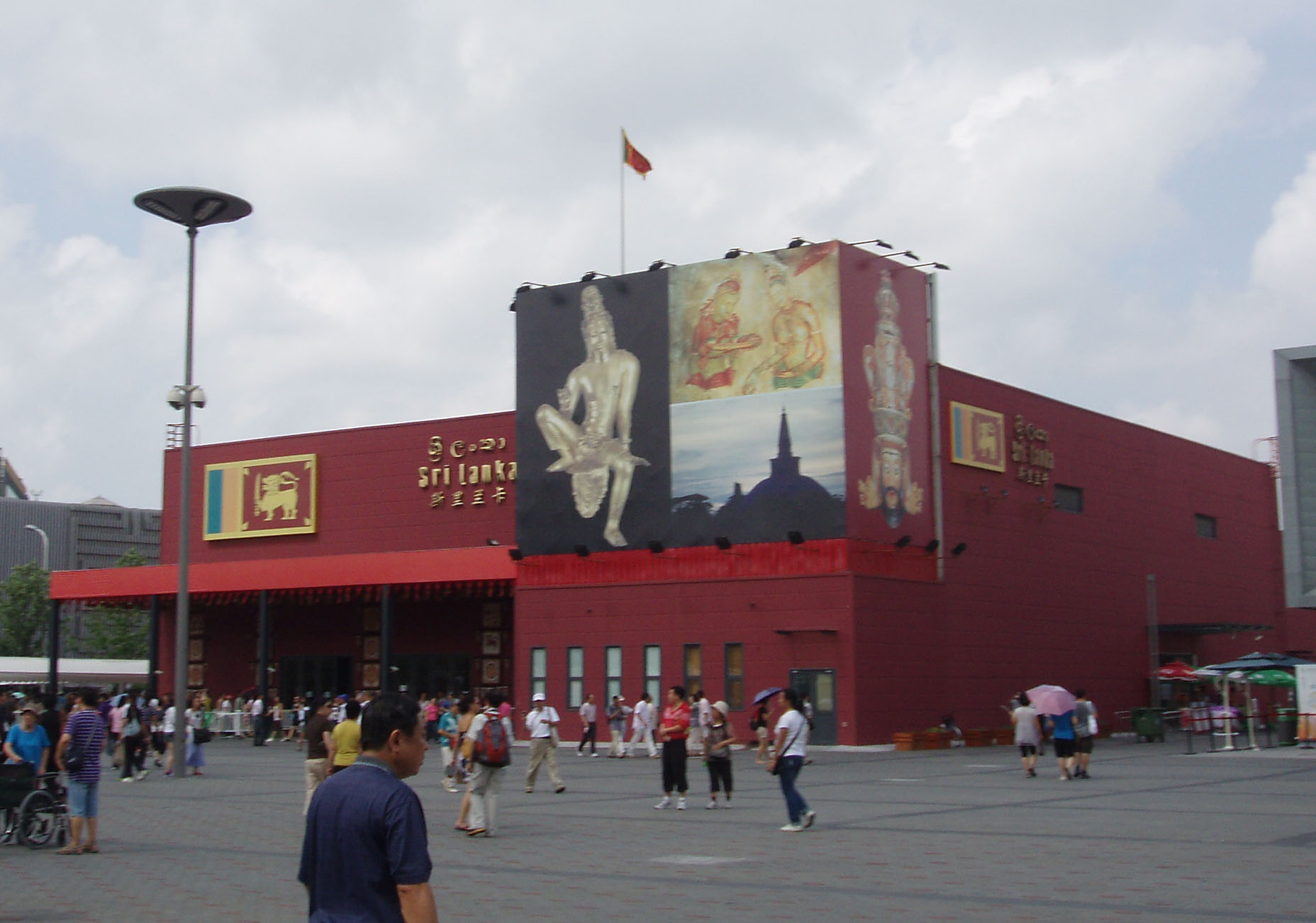
斯里兰卡馆

中国2010年上海世界博览会斯里兰卡馆，简称斯里兰卡馆（英文：Srilanka Pavilion at Expo 2010），是中国2010年上海世界博览会代表斯里兰卡的展馆，位于世博园区A片区。该展馆的主题为“传统到现代的转变”，其展馆的国家馆日为7月18日。展馆以传统蜡染工艺渲染天花板，四周用国旗装点。主要展示内容包括斯里兰卡城市变迁中重要的有形遗产、传统歌舞及音乐，锡兰茶及香料等。